# یواس‌اس اتینا (ای‌تی‌اف-۱۶۳)
یواس‌اس اتینا (ای‌تی‌اف-۱۶۳) (به انگلیسی: USS Utina (ATF-163)) یک کشتی بود که طول آن ۲۰۵ فوت ۰ اینچ (۶۲٫۴۸ متر) بود. این کشتی در سال ۱۹۴۵ ساخته شد.